# Malos samaritanos: el mito del libre mercado y la historia secreta del capitalismo
Malos Samaritanos: El Mito del Libre Mercado y la Historia Secreta del Capitalismo (en inglés: Bad Samaritans: The Myth of Free Trade and the Secret History of Capitalism; en hangul: 나쁜 사마리아인들: 장하준의 경제학 파노라마) es un libro sobre economía, escrito en 2007 por Ha-Joon Chang, un economista institucional surcoreano, especializado en desarrollo económico. El libro critica a la principal corriente económica global y al neoliberalismo. Chang mencionó que los países desarrollados requieren que los países en vías de desarrollo cambien y abran sus mercados. Las naciones e instituciones ricas y poderosas son en realidad ''malos samaritanos'': sus intenciones son dignas pero su ideología simplista de libre mercado y pobre comprendimiento de la historia, los hacen infligir errores políticos hacia el resto del mundo.

## Resumen
Chang argumentó la incómoda verdad del capitalismo y critica la globalización en el primer capítulo de su libro "El Lexus y el Olivo". Afirmó que hay errores en las teorías establecidas sobre el desarrollo económico, y los refutó mediante teoría económica y registros tanto actuales como históricos. Posterior a ese capítulo, Chang afirma que "el mercado y la democracia chocan en un nivel fundamental". En el epílogo,  escribió sobre Brasil en 2037, en la que afirmaba que el país se enfrentaría a un futuro sombrío como consecuencia de las imprudentes creencias hacia las políticas neoliberales. Finalmente,  defendió las nuevas estrategias para un mundo más próspero, y que podría espantar a los ''Malos Samaritanos''.

## Controversia
En 2008, el ministro de Defensa Nacional de Corea del Sur publicó una lista de 23 libros ''sediciosos'', en las que incluía "Malos Samaritans". Estos libros no pueden ser leídos no mantenerse en bases bajo regulaciones militares. El ministerio afirmó que se buscaba evitar un malentendido entre los lectores sobre la economía de libre mercado. El ejército añadió que el libro contiene información que manifiesta oposición hacia el gobierno nacional y hacia los Estados Unidos.
El lingüista estadounidense Noam Chomsky dijo, "es un infortunio que el Ministerio de Defensa Nacional tenga miedo de la libertad e intente controlar a la gente" y también dijo, "El nombre del Ministerio de Defensa Nacional tendría que ser cambiado a Ministerio de Defensa en contra de la Libertad y la Democracia”.

## Recepción crítica
Antoine Cerisier en socialjusticefirst escribió "A pesar de la inmensa mayoría de las reseñas positivas, el libro sido criticado en el Financial Times y en The Economist – como uno podría esperar. Los críticos argumentaron que la evidencia empírica normalmente apoya la idea central presentada por los economistas de libre mercado, concretamente, con que la liberalización es buena para el crecimiento y el desarrollo. En un artículo periodístico de 2002 titulado “El crecimiento es bueno para los pobres”, Dollar & Kraay concluyó que el libre mercado desencadena el crecimiento económico, y ayuda a reducir la pobreza en Corea del Sur. No obstante, como Chang respondería, ocurría lo contrario: los estados están más dispuestos a liberalizar el mercado, una vez que alcanzan un cierto nivel de desarrollo económico. El periodista admite que el ejemplo de Asia Oriental puede ilustrar el uso del proteccionismo y la intervención del estado en la economía.
En la crítica de The Economist, el crítico destacó que en el libro hay reflexiones personales del autor y piezas de teatro retóricas. El libro apunta a las "incomodidad de los neoliberales". La revisión criticaba al autor por "hacer temblar el registro histórico". La crítica concluye con que el libro es un interesante, y que si bien es controvertido, hace adición a los ''200 años de duelo entre Hamiltonianos y liberales''.
En la reseña del The Washington Post, Paul Blustein, periodista del Programa de Desarrollo y Economía Global de la Institución Brookings, escribió: “el libro de Chang merece que un gran número de lectores, para iluminar la necesidad de humildad sobre los mercados privados y el libre comercio, especialmente en el desarrollo global”.
Tom Gallagher en San Francisco Chronicle afirmó que la ideología de libre mercado ha sido aplicada por los países dominantes actuales y están "pateando la escalera" que han llegado a la cima, y de esa forma, impiden que los países pobres pudieran ascender en ella. La crítica concluye diciendo que los países desarrollados "tienen que desafiar al mercado".
Thom Hartmann en su crítica en Buzzflash, lo eligió como libro de crítica mensual en su libro de pensadores independientes. Mencionó la políticas anteriores de Estados Unidos, desde el presidente Ronald Reagan, George H.W. Bush y Bill Clinton para demostrar el rápido desenredo de la clase media estadounidense. Thom dijo que 'Malos Samaritanos' es capaz de ayudar a entender por qué Estados Unidos se convirtió rápidamente en un estado des-industrializando de forma radical.
En Corea del Sur, en la reseña de OhmyNews, el crítico Gabsoo Kim dijo que Malos Samaritanos, señalaba los errores del estándar global que los países líderes como Estados Unidos, usan para obligar a un país en vía de desarrollo, a adoptar una economía de libre mercado. Kim mencionó que el libro es muy pro-capitalista, ya que el profesor Chang es un experto que confía plenamente en el capitalismo. Consideró que el libro estaba perfectamente sincronizado cuando el neoliberalismo está siendo confrontado con serios desafíos, por la crisis financiera de los EE. UU.